# Tetraglenes annamensis
Tetraglenes annamensis är en skalbaggsart som beskrevs av Stefan von Breuning 1943. Tetraglenes annamensis ingår i släktet Tetraglenes och familjen långhorningar. Inga underarter finns listade i Catalogue of Life.